# Piknik könyvek
A Piknik könyvek Feleki Ingrid szerkesztésében, a Móra Ferenc Könyvkiadó gondozásában jelentek meg 1985 és 1990 között. A sorozatterv Maurer Dóra munkája volt. A sorozatban kortárs külföldi szerzők ifjúsági művei jelentek meg.

## A sorozat kötetei
1. Roald Dahl: Danny, a szupersrác (1985) (fordította Borbás Mária; Hegedüs István rajzaival)
2. Christine Nöstlinger: Konzerv Konrád (1985) (fordította: Bor Ambrus; Maurer Dóra rajzaival)
3. Vlagyimir Maskov: Miből lesz a csodagyerek? (1985) (fordította Földeák Iván; Barczánfalvi Ferenc rajzaival)
4. Christa Kożik : A bicegő angyal (1985) (fordította: Sárközy Elga; Stuiber Zsuzsa rajzaival)
5. Katherine Paterson: A Nagy Gilly Hopkins (1986) (fordította Göncz Árpád; Kovács Tamás rajzaival)
6. Sue Townsend: A 13 és 3/4 éves Adrian Mole titkos naplója (1986) (fordította Békés Pál; Maurer Dóra rajzaival)
7. Branko Hofman: Ringo Star (1986) (fordította Gállos Orsolya; Réber László rajzaival)
8. Nyikolaj Dubov: Miért rosszak az emberek? (1986) (fordította: Baka István; Lipták György rajzaival)
9. Eliška Horelová: A boldogság neve Jónás (1986) (fordította Prókai Margit; Adolf Born rajzaival)
10. Macutani Mijoko: Levelek Tokióból (1986) (fordította: Székács Anna; Cukasza Oszamu illusztrációival)
11. Dimitar Korudzsiev: Padláskaland (1987) (fordította: Zergi Zsuzsa; Stuiber Zsuzsa rajzaival)
12. Mischa de Vreede: 13 éves lány vagyok (1987) (fordította: Damokos Katalin; Szenes Zsuzsa rajzaival)
13. Sue Townsend: Adrian Mole újabb kínszenvedései (1987) (fordította Békés Pál; Maurer Dóra rajzaival)
14. Kerstin Thorvall: Pótpapa (1987) (fordította Dani Tivadar; Molnár Péter rajzaival)
15. John Donovan: New Yorkban minden más (1987) (fordította Borbás Mária; Tettamanti Béla rajzaival)
16. Vlagyimir Zseleznyikov: Bocsáss meg, Madárijesztő! (1987) (fordította Harsányi Éva; a film fotóinak felhasználásával a rajzokat készítette Stuiber Zsuzsa)
17. François Sautereau: Az Ötök Törzse (1988) (fordította Papp Éva; az illusztrációkat Luc Degryse készítette)
18. Małgorzata Musierowicz: A Hazudozó (1988) (fordította Olasz Ferenc; a szerző rajzaival)
19. Dagmar Chidolue: Toni, te drága! (1988) (fordította Árkos Antal; Szegszárdy Ildikó rajzaival)
20. Barbro Lindgren-Enskog: Szigorúan bizalmas! (1988) (fordította Zipernovszky Hanna; illusztrálta Olof Landström; a címlap Maurer Dóra munkája)
21. Christine Nöstlinger: Punk, avagy a Hajmeresztő Hétfő (1988) (fordította Bor Ambrus; Christine Nöstlinger jr. rajzaival)
22. Arúp Kumár Datta: Az orrszarvú-akció (1988) (fordította Lorschy Katalin; Szecskó Tamás, Szecskó Ágnes és Szecskó Péter rajzaival)
23. Bo Carpelan: Julius, a fej (1989) (fordította Jávorszky Béla; ifj. Szoboszlay Péter rajzaival)
24. Peter Härtling: Öreg John szobát és eget meszel (1989) (fordította Bor Ambrus; az illusztrációkat Renate Habinger készítette)
25. Jacques Boireau: Sztrájk van, babám! (1989) (fordította Sarkadi Ilona; az illusztrációkat Szilágyi Varga Zoltán készítette)
26. Fazil Iszkander: Csik tudta, hol van a kutya elásva (1989) (fordította Árvay János, N. Sándor László; Rigó Béla versbetéteivel; az illusztrációkat Kovács Péter készítette)
27. Jean Ure: A videosztár (1989) (fordította Süle Gábor; az illusztráció Maurer Dóra munkája)
28. Evjenia Fakinu: Csillaghullás Athénban (1990) (fordította Szabó Antigóné; Marosits István rajzaival)
29. Katherine Paterson: Híd a túlvilágra (1990) (fordította Petrőczi Éva; Molnár Péter rajzaival)
30. Franco Prattico: Csak egy szippantást! (1990) (fordította Székely Éva; Maurer Dóra rajzaival)
31. Benno Pludra: A kalóz szíve (1990) (fordította Mezey Katalin; az illusztrációkat a regény alapján forgatott DEFA-film fotóinak felhasználásával készítette Stuiber Zsuzsa)

### Tervezett, de meg nem jelent könyvek
- Patricia Wrightson: Méz-sziklák
- Peter Dickinson: Zöld forradalmárok
- Antonio Skármeta: Nem haltál meg
- Ewa Ostrowska: Aki hülye, haljon meg/Le a hülyékkel!
- Aidan Chambers: Keresztrefeszítve
- Franziska Groszer: Kandúr és káosz
- Karin Gündisch: A Gyilkos-tavon is túl